# Stevardiidae
Die Stevardiidae sind eine Familie der Salmlerartigen (Characiformes). Sie kommt mit 365 Arten vom südlichen Mexiko bis Argentinien vor.

## Merkmale
Als diagnostische Merkmale (Synapomorphien) der Familie gelten u. a. eine kurze Stirnbeinfontanelle, die höchstens 2/3 der Länge der Scheitelbeinfontanelle erreicht und vier Zähne auf der hinten liegenden Zahnreihe der Prämaxillare. Die Anzahl der verzweigten Flossenstrahlen in der Rückenflosse liegt bei acht, die der Flossenträger (Pterygiophoren) in der Rückenflosse liegt bei neun. Mehrere Arten der Stevardiidae verfügen über eine innere Befruchtung.

## Systematik
Die Stevardiidae wurden 1858 durch den amerikanischen Ichthyologen Theodore Nicholas Gill als Unterfamilie der Characidae erstmals wissenschaftlich beschrieben.
Im Zuge einer 2024 veröffentlichten Revision der „Echten Salmler“ erhielten die Stevardiidae den Rang einer eigenständigen Familie.

## Unterfamilien und Gattungen

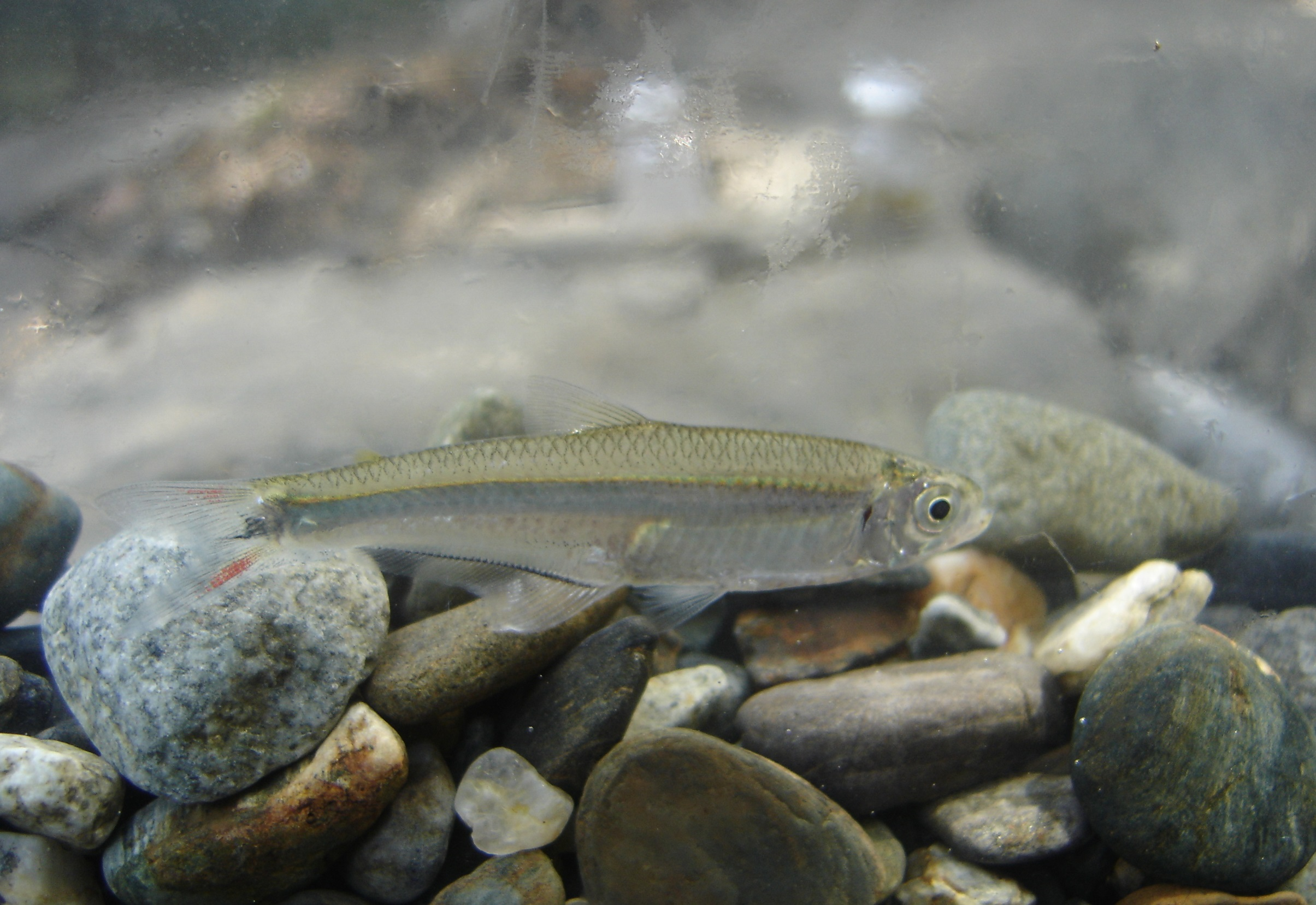
Argopleura magdalenensis

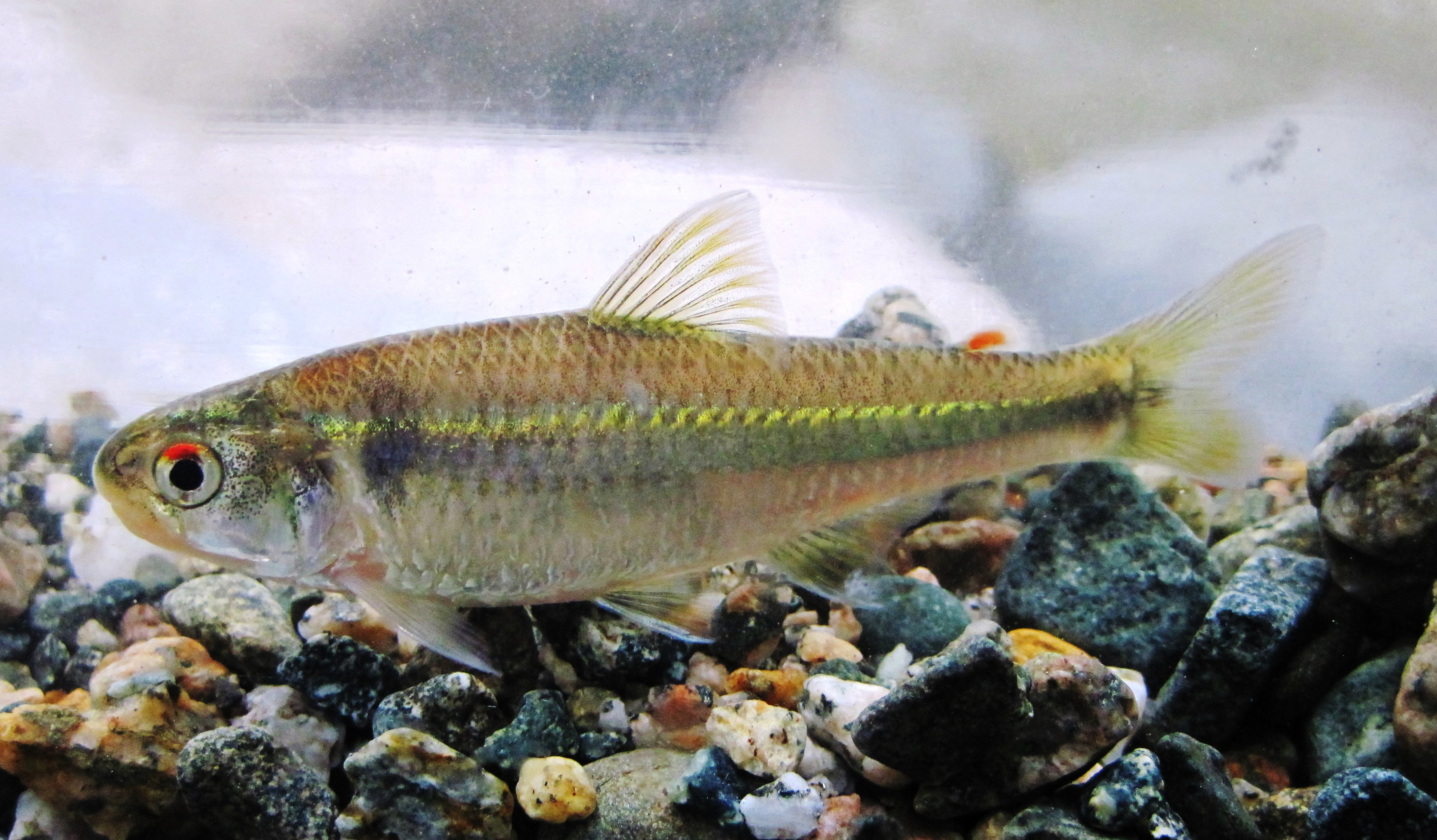
Creagrutus magdalenae

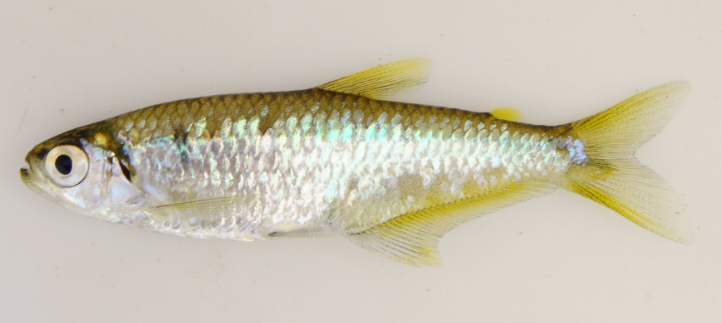
Diapoma speculiferum

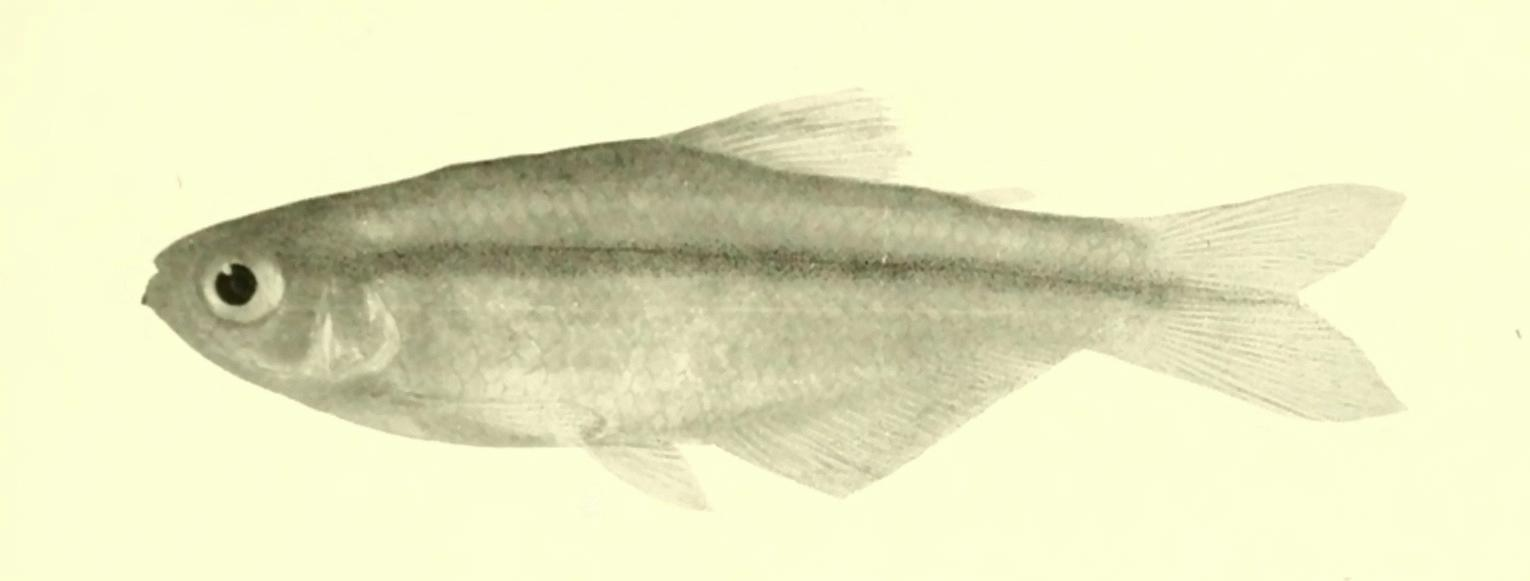
Glandulocauda melanopleura

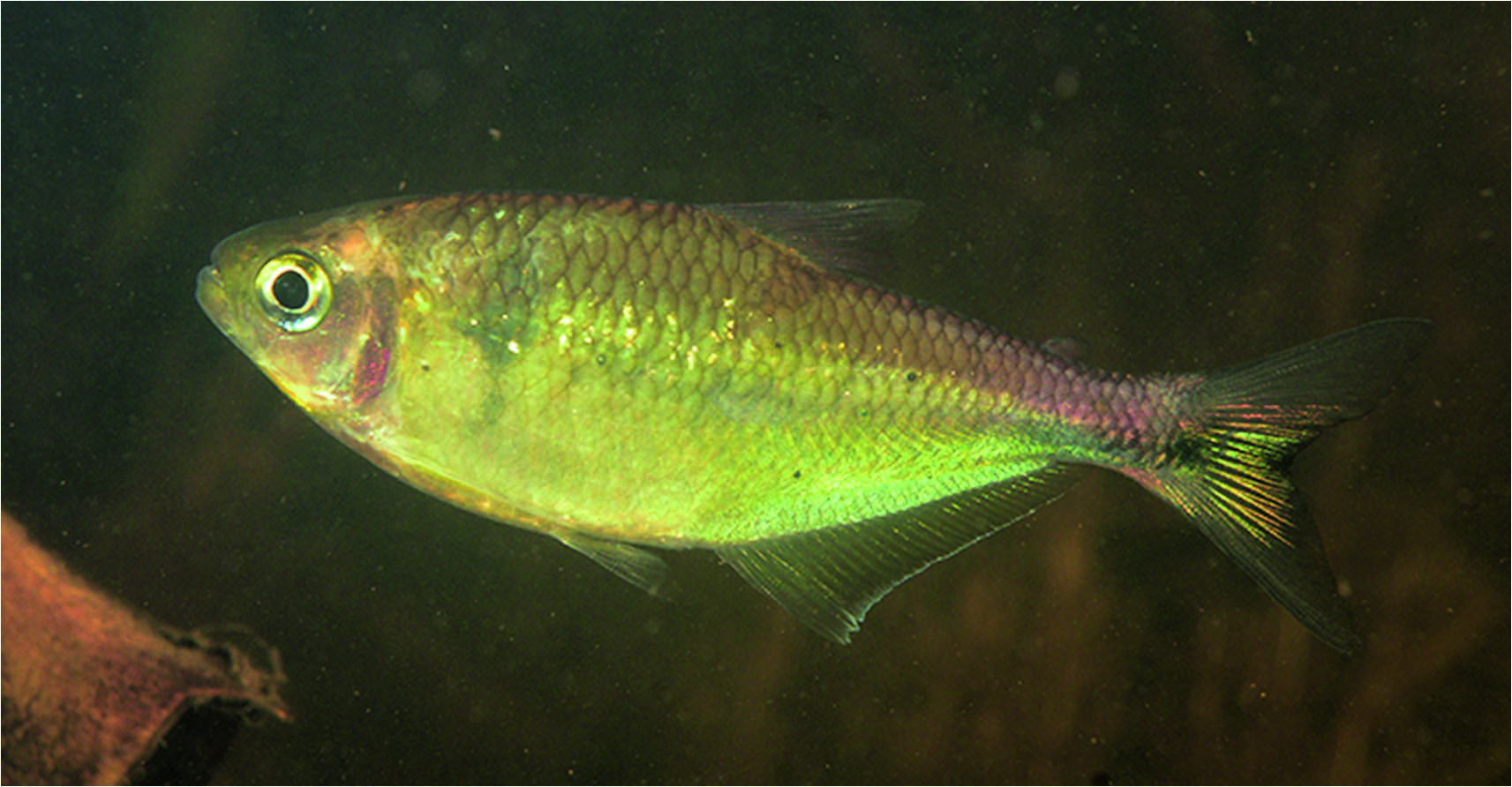
Hemibrycon surinamensis

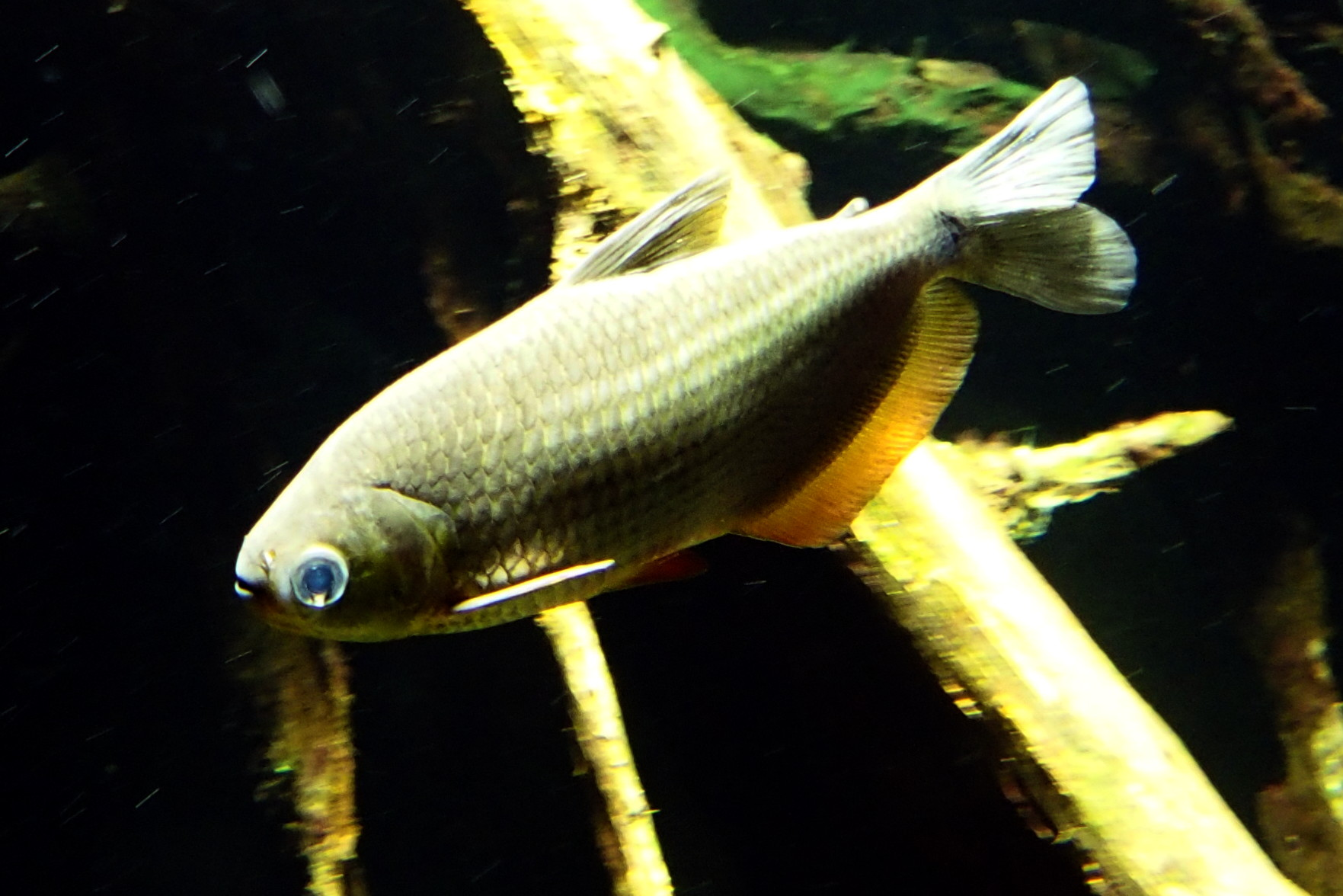
Markiana nigripinnis

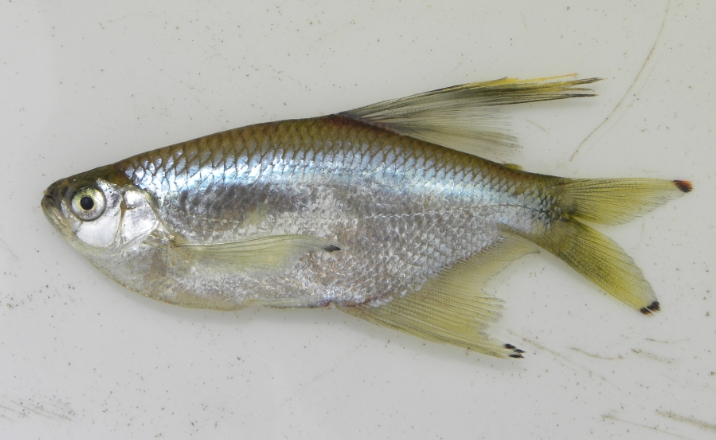
Pseudocorynopoma doriae

Die Familie Stevardiidae wird seit 2024 in neun Unterfamilien gegliedert, von denen sieben aus dem Rang eines Tribus in den Rang einer Unterfamilie erhoben wurden und zwei neu eingeführt wurden.
- Argopleurinae Melo & Oliveira, 2024
  - Argopleura Eigenmann, 1913
- Creagrutinae Miles, 1943
  - Caiapobrycon Malabarba & Vari, 2000,
  - Creagrutus Günther, 1864
  - Microgenys Eigenmann, 1913
  - Carlastyanax Géry, 1972
- Diapominae Eigenmann, 1909
  - Attonitus Vari & Ortega, 2000
  - Aulixidens Böhlke, 1952
  - Boehlkea Géry, 1966
  - Bryconacidnus Myers in Eigenmann & Myers, 1929
  - Bryconamericus Eigenmann in Eigenmann, McAtee & Ward, 1907
  - Ceratobranchia Eigenmann in Eigenmann, Henn & Wilson, 1914
  - Diapoma Cope, 1894
  - Hypobrycon Malabarba & Malabarba, 1994
  - Knodus Eigenmann, 1911
  - Monotocheirodon Eigenmann & Pearson in Pearson, 1924
  - Nantis Mirande, Aguilera & Azpelicueta, 2006
  - Odontostoechus Gomes, 1947
  - Othonocheirodus Myers, 1927
  - Phallobrycon Menezes, Ferreira & Netto-Ferreira, 2009
  - Piabarchus Myers, 1928
  - Piabina Reinhardt, 1867
  - Rhinobrycon Myers, 1944
  - Rhinopetitia Géry, 1964
- Glandulocaudinae Eigenmann, 1914
  - Glandulocauda Eigenmann, 1911
  - Lophiobrycon Castro, Ribeiro, Benine & Melo, 2003
  - Mimagoniates Regan, 1907
- Hemibryconinae Géry, 1966
  - Acrobrycon Eigenmann & Pearson, 1924
  - Hemibrycon Günther, 1864
- Landoninae Weitzman & Menezes, 1998
  - Eretmobrycon Fink, 1976
  - Landonia Eigenmann & Henn, 1914
  - Markiana Eigenmann, 1903
  - Phenacobrycon Eigenmann, 1922
- Planaltininae Oliveira & Souza, 2024
  - Lepidocharax Ferreira, Menezes & Quagio-Grassiotto 2011
  - Planaltina Böhlke, 1954
- Stevardiinae Gill, 1858
  - Chrysobrycon Weitzman & Menezes, 1998
  - Zwergdrachenflosser (Corynopoma riisei) Gill, 1858
  - Gephyrocharax Eigenmann, 1912
  - Hysteronotus Eigenmann, 1911
  - Pseudocorynopoma Perugia, 1891
  - Pterobrycon Eigenmann, 1913
  - Varicharax Vanegas‐Ríos et al., 2020
- Xenurobryconinae Myers & Böhlke, 1956
  - Iotabrycon Roberts, 1973
  - Ptychocharax Weitzman, Fink, Machado-Allison & Royero L., 1994
  - Scopaeocharax Weitzman & Fink, 1985
  - Tyttocharax Fowler, 1913
  - Xenurobrycon Myers & Miranda Ribeiro, 1945